# Kazuo Kamimura
上村 一夫
Œuvres principales
Première œuvre : Kawaiko Sayuri-chan no daraku
Autres ouvrages :
- L'Apprentie Geisha, Le Club des divorcés, Le Fleuve Shinano, Folles passions, Lady Snowblood, Lorsque nous vivions ensemble, Maria, La Plaine du Kantô

Kazuo Kamimura (上村 一夫, Kamimura Kazuo) est un auteur de mangas seinen et de gekiga, né le 7 mars 1940 à Yokosuka au Japon et mort des suites d'un cancer du pharynx le 11 janvier 1986 .

## Biographie
Kazuo Kamimura naît le 7 mars 1940 à Yokosuka dans la préfecture de Kanagawa au Japon.
Alors qu'il suit les cours de l'université d'art de Musashino (武蔵野美術大学, Musashino bijutsu daigaku, préfecture de Tōkyō), section design, il est en même temps illustrateur de publicités pour l'agence de communication Senkōsha (宣弘社). Diplômé en 1964, il débute dans le manga en 1967 avec la nouvelle Kawaiko Sayuri-chan no daraku (カワイコ小百合ちゃんの堕落) parue dans le mensuel Town (月刊タウン, Gekkan Tauno). Puis en 1968, il fait équipe avec Yū Aku, un ancien collègue de Senkōsha qui deviendra écrivain, et tous deux signent le feuilleton Parada dans le Heibon Punch (平凡パンチ, Heibon Panchi).
Par la suite, il forge son style en associant l'image de la femme des ukiyo-e du peintre Yumeji Takehisa et le gekiga, et fournit – avec près de quatre cents pages par mois – une œuvre abondante. Il paraît ainsi à la fois dans les Young Comic, Weekly Playboy, Weekly Manga Action et Big Comic. C'est avec Dōsei jidai (同棲時代, Lorsque nous vivions ensemble) paru à partir de 1972 qu'il connaît le succès. Outre Yū Aku, il travaillera notamment avec Ikki Kajiwara, Kajiyama Toshiyuki, Kazuo Koike, Teruhiko Kuze, Hisao Maki, Hideo Okazaki, Kōichi Saitō, Natsuo Sekikawa (ja), Norifumi Suzuki, Shūji Terayama, Masako Togawa et Masao Yajima.
Il a été l’assistant d’Osamu Tezuka et a eu pour assistant Jirô Taniguchi.
Kazuo Kamimura meurt à 45 ans des suites d'un cancer du pharynx le 11 janvier 1986. Shurayuki-hime (修羅雪姫, Lady Snowblood), créé avec Kazuo Koike de 1972 à 1974, lui apporte une réputation internationale posthume à partir de 2003, Quentin Tarantino avouant qu'il s'en était fortement inspiré pour son adaptation cinématographique de Kill Bill. Ses œuvres sont éditées en France à partir de 2007, par les éditions Kana (collection Sensei) et Asuka.
Il est surnommé le « peintre de l'ère Shōwa » (昭和の絵師, Shōwa no eshi), en effet les thèmes abordés sont très forts, voire tabous dans la société de l'époque (condition féminine et destin dans Lady Snowblood et d'autres, mal de vivre, suicide, inceste, prostitution, homosexualité dans Maria) et sont traités avec une grande sensibilité. Son esthétique est très reconnaissable et les pages communes alternent avec parfois de véritables œuvres d'art, dans des styles reprenant différentes traditions et techniques : aquarelle (Maria, p122), branchages traditionnels (ib. p102), vagues (ib. p70).
Jirô Taniguchi, dans la préface de Lorsque nous vivions ensemble (ja), dit ainsi de lui « Kazuo Kamimura traversa son époque en se consumant violemment, laissant derrière lui de nombreuses œuvres qui resteront dans l’histoire du manga. » 

## Principales œuvres
Selon le site officiel de l'auteur.
Traduites en français :
- Maria (マリア?), 1971-1972 (Maria[3], Kana, 2012), 2 tomes. Histoire d'une jeune fille de bonne famille s'émancipant des codes. Dénonciation des hypocrisies de la société perdurant dans les années 70.
- Shurayuki-hime (修羅雪姫?), 1972-1974 (Lady Snowblood, Kana, 2007-2008), scénario de Kazuo Koike, 3 tomes. Histoire d'une vengeance par procuration, imposant un destin sanglant à une enfant. Dénonciation des hypocrisies de la société à l'avènement de l'ère moderne au Japon.
- Dōsei jidai (同棲時代?), 1972-1973 (Lorsque nous vivions ensemble (ja), Kana, 2009), 3 tomes
- Shinano-gawa (しなの川?), 1973-1974 (Le Fleuve Shinano (ja), Asuka, 2008), d'après l'œuvre de Hideo Okazaki, 3 tomes
- Kyōjin Kankei (狂人関係?), 1973-1974 (Folles passions, Kana, 2010), 3 tomes. Relation de la vie hors norme de Hokusai, prétexte à des reproduction d’œuvres de Hokusai, d'Hiroshige, ou de Utamaro mêlées à ses propres création, illustré de poèmes, haïkus ( Nobunori, kobayashi) et tankas (Sao Maekawa). Plusieurs style et techniques sont utilisés, et ce dès la première page où une fleur de camélia traitée à l'aquarelle figure le tatouage de Sutehachi, l'assistant de Hokusai en particulier sur la série de gravures sur bois "Les Trente-six Vues du mont Fuji",  "La Grande Vague de Kanagawa" et "Pluie fine sur le pont Nihonbashi".
- Itezuru (凍鶴?), 1974 (L'Apprentie Geisha, Kana, 2010), one shot
- Rikon club (離婚倶楽部, Rikon kurabu?), 1974-1975 (Le Club des divorcés, Kana, 2015-2016), 2 tomes
- Aku no hana (悪の華?), 1975 (Les Fleurs du mal, Le Lézard noir, 2019) scénario de Hideo Okazaki, 3 tomes
- Kantō heiya (関東平野?), 1976 (La Plaine du Kantō, Kana, 2011), 3 tomes
- Sumire hakusho (すみれ白書?), 1976-1977 (Fleur de l'ombre, Kana, 2019) 4 tomes
- Shōwa ichidai onna (昭和一代女?), 1977-1978 (Une femme de Shōwa, Kana 2017), scénario d'Ikki Kajiwara, one shot

Œuvres non éditées en France :
- Parada (パラダ?), 1968, scénario de Yū Aku, one shot
- Amon (アモン?), 1968-1969, one shot
- Otoko to onna no heya (男と女の部屋?), 1970, scénario de Yū Aku, one shot
- Engokukō (怨獄紅?), 1970-1971, one shot
- Mitsuryōki (密猟記?), 1970, one shot
- Hanakotoba (花言葉?), 1971, scénario de Hideo Okazaki (岡崎 英生, Okazaki Hideo?), one shot
- Mansion blues (マンション・ブルース, Manshon burūsu?), 1971-1972, one shot
- Nigai senritsu (苦い旋律?), 1972-1973, scénario de Kajiyama Toshiyuki, one shot
- Hanashinjū (花心中?), 1973, scénario de Yū Aku, 2 tomes
- Bourbon keisatsu (バーボン警察, Bābon keisatsu?), 1973, scénario de Kazuo Koike, 2 tomes
- Yumeshi Alice (夢師アリス, Yumeshi Arisu?), 1974, scénario de Hideo Okazaki, 2 tomes
- Akuma no yō-na aitsu (悪魔のようなあいつ?), 1975, scénario de Yū Aku, 2 tomes
- Beni tokage (紅とかげ?), 1975-1976, scénario de Kōichi Saitō (西塔 紅一, Saitō Kōichi?), one shot
- Sachiko no sachi (サチコの幸?), 1975-1976, 5 tomes
- Inkaden (淫花伝?), 1976-1977, scénario de Masako Togawa (戸川 昌子, Togawa Masako?), 4 tomes
- Shika no sono (鹿の園?), 1976, scénario de Norifumi Suzuki, one shot
- Hotaruko (螢子?), 1976-1977, scénario de Teruhiko Kuze (久世 光彦, Kuze Teruhiko?), one shot
- Yamanote-sen soto-mawari (山手線外廻り?), 1976, one shot
- 60 senchi no onna (60センチの女?), 1977-1978, 6 tomes
- Machi no akari (街の灯?), 1977-1978, one shot
- Hoshi o machigaeta onna (星をまちがえた女?), 1978-1980, 5 tomes
- Ōgongai (黄金街?), 1979-1980, scénario de Norifumi Suzuki, one shot
- Yatchare tomato (やっちゃれトマト?), 1979, 3 tomes
- Onna kyōshi (おんな教師?), 1980-1982, scénario de Hisao Maki (真樹 日佐夫, Maki Hisao?), 6 tomes
- Hey! Master (ヘイ！マスター, Hei ! Masutā?), 1980, scénario de Natsuo Sekikawa (ja), one shot
- Shanghai ijin shōkan (上海異人娼館, Shanhai ijin shōkan?), 1981, scénario de Shūji Terayama, one shot
- Utopia (ゆーとぴあ, Yūtopia?), 1982-1985, 9 tomes
- Kikuzaka hotel (菊坂ホテル, Kikuzaka hoteru?), 1983-1984, one shot
- Yume-geshō (夢化粧?), 1984-1985, scénario de Masao Yajima (矢島 正雄, Yajima Masao?), 3 tomes
- Ichiyō ura nisshi (一葉裏日誌?), 1984-1985, one shot

## Distinctions

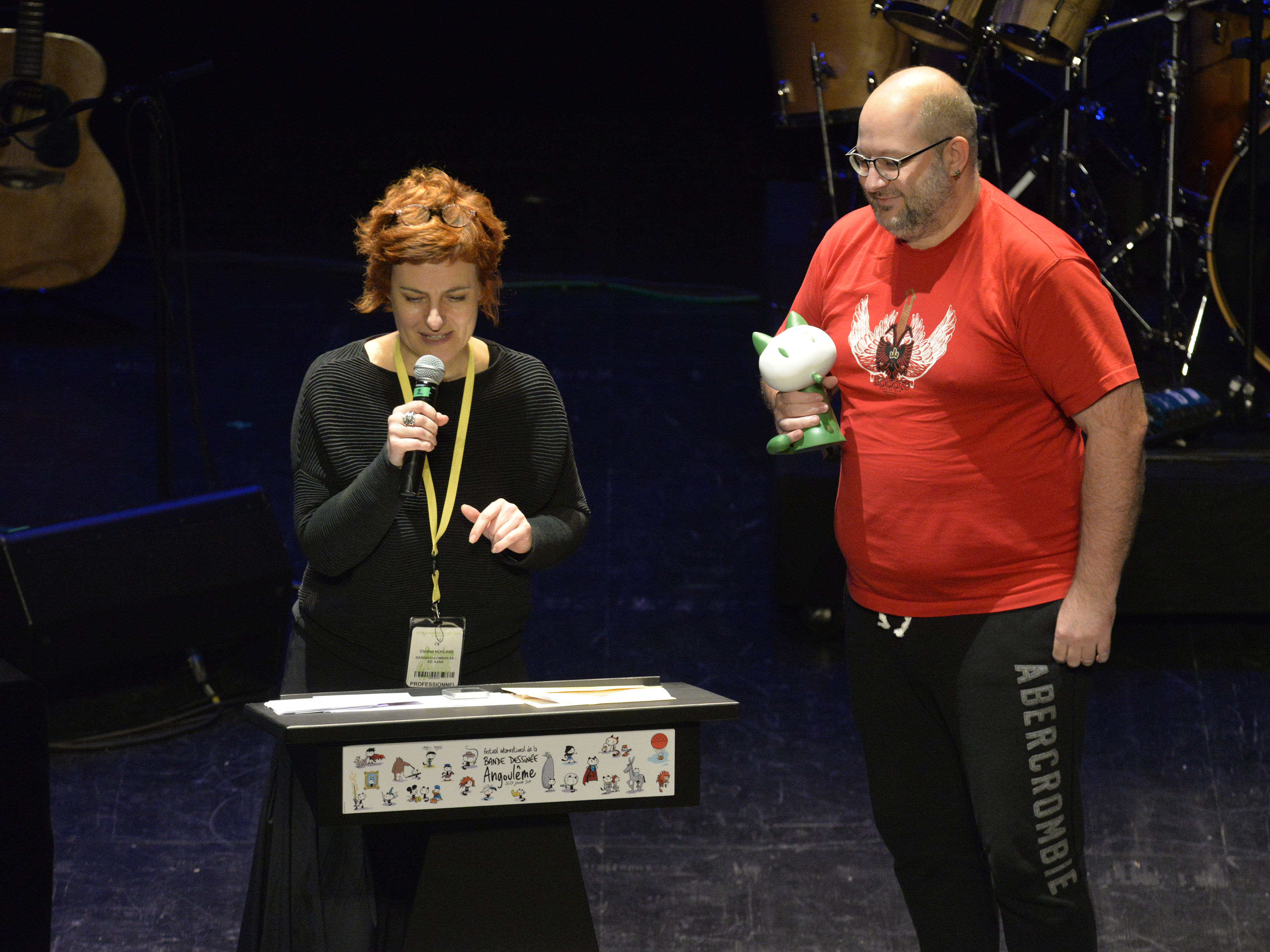
Christel Hoolans, l'éditrice de Kazuo Kamimura, reçoit le fauve du patrimoine des mains de Jean-David Morvan, membre du jury.

- 2017 : Fauve d'Angoulême – Prix du patrimoine de la meilleure rénovation/redécouverte pour Le Club des divorcés, lors du festival d'Angoulême 2017 pendant lequel une exposition lui est consacrée[6].